# ルホヴィツィ
座標: 北緯54度59分 東経39度02分 / 北緯54.983度 東経39.033度

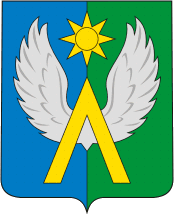
ルホヴィツィの紋章

ルホヴィツィ （ロシア語: Лухови́цы, Lukhovitsy) は、ロシアのモスクワ州にある町。人口は2万9889人（2021年）。モスクワの南東135km、最寄の街コロムナからは南東へ22kmの位置にあり、オカ川よりも南にあたる。ルホヴィツィ・トレチャコヴォ空港（Lukhovitsy Tretyakovo Airport）がある。

## 歴史

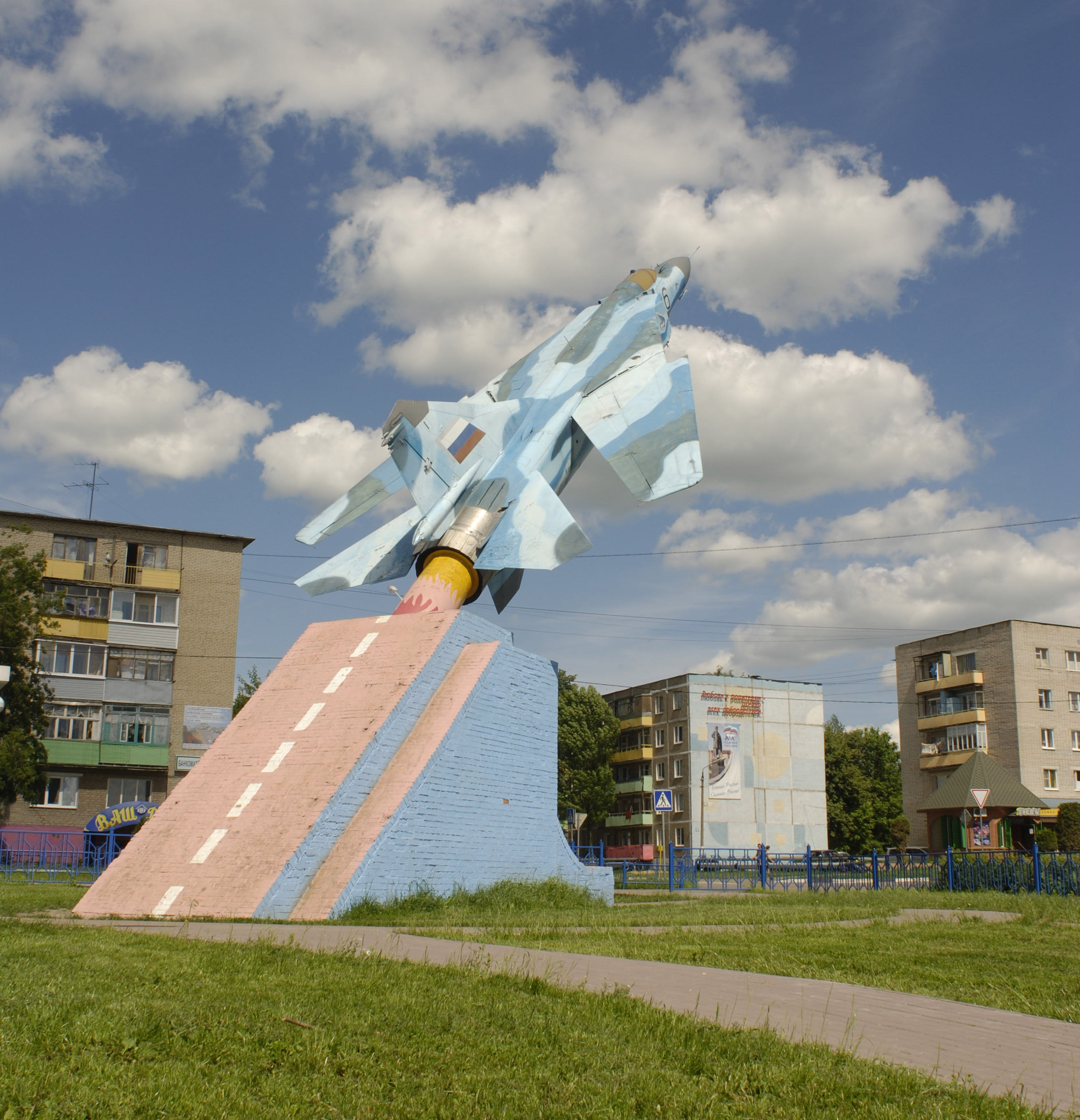
MiG-23の記念碑

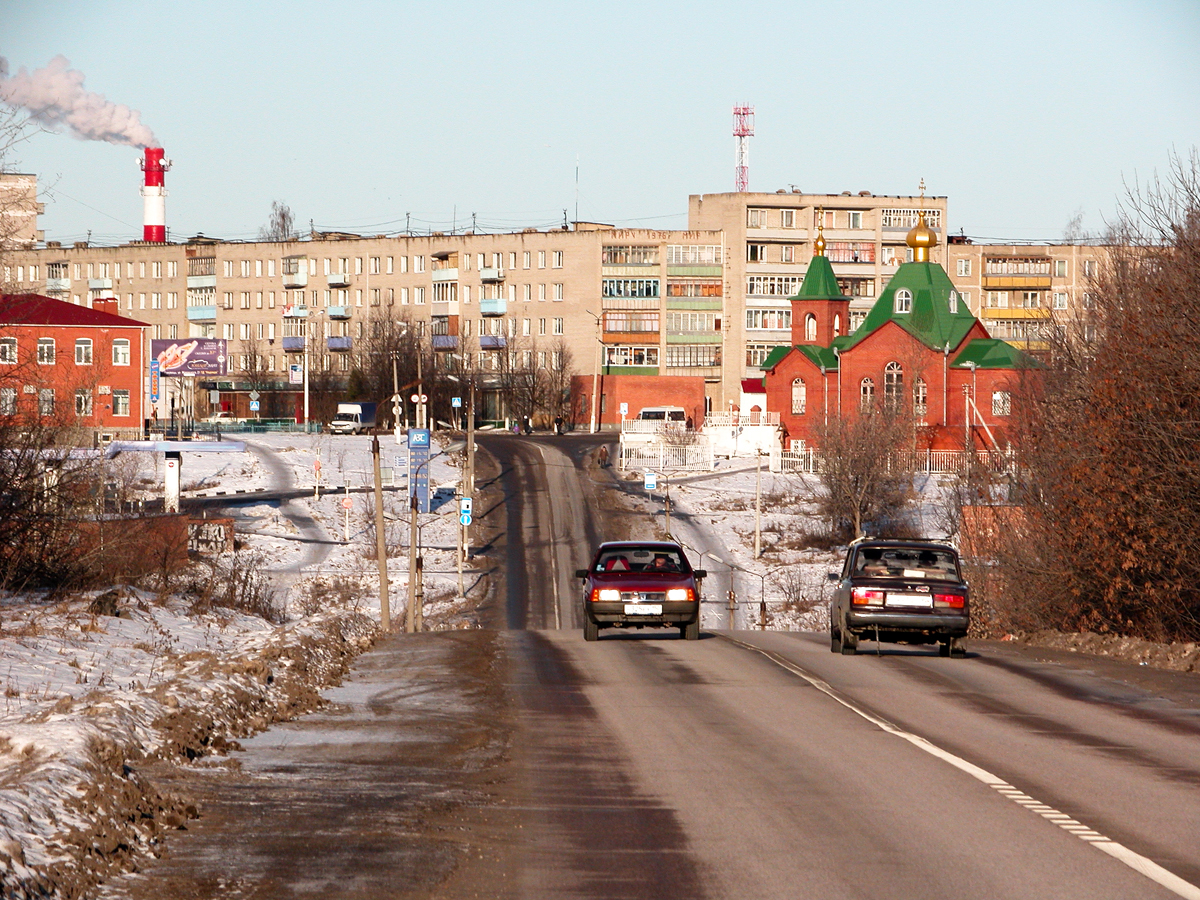
ルホヴィツィの住宅地と聖堂

ルホヴィツィは1594年の記録に、リャザン主教の領地である「グルホヴィチ」（Глуховичи）の名で登場する。この村はモスクワとリャザンの間にあることから、都市への農産物の出荷で栄えた。1860年代、モスクワとリャザンを結ぶ鉄道本線がこの地を通ったことから産業が発達し始める。1920年代半ばまで「ルホヴィチ」（Луховичи）と呼ばれたが、その後ルホヴィツィと改められた。1957年に市の地位を得ている。MiG設計局が航空機の試験施設をルホヴィツィに移転し、さらに製造部門も移転してきたため街は大きく発展した。
17世紀のロシアにおいて、内陸河川用の船を作る大きな造船所があったことで知られるオカ川沿いのデディノヴォは、ルホヴィツィの北東11kmの位置にある。ロシア最初の軍艦であるフリゲート・オリョールは1669年にデディノヴォで建造され、ヴォルガ川流域やカスピ海で活躍した。

## 経済
町の主な産業には機械工業、建材工業、食品工業、繊維工業などがある。軍用機の製造と試験のための大きな軍用空港もある。近郊は農村地帯で、砂、粘土、石灰岩などの採取・発掘も行われている。古くからモスクワなどへ野菜を供給していたこの地方の名産品はキュウリで、2007年の市制50周年記念には市内にキュウリの記念碑も建てられた。
ルホヴィツィには、モスクワ-コロムナ-リャザン-ペンザ-サマーラ-ウファを結ぶ高速道路M5が走る。またモスクワ（カザンスキー駅）-リャザン-カザン間の鉄道本線も通る。20km南西の町ザライスクへの支線もあるが、この鉄道は使われていない。